# Michael Richards
Michael Anthony Richards (Culver City, Kalifornia, 1949. július 24. –) háromszoros Primetime Emmy-díjas amerikai színész, forgatókönyvíró, producer és humorista. 
Pályafutását stand-up-komikusként kezdte, Billy Crystal első kábeltévés műsorában tett szert országos ismertségre. Az ABC Fridays műsorának rendszeres résztvevője volt, illetve többek között a Cheers-ben is vendégszerepelt. Fontosabb filmjei között megemlíthetőek az Elbaltázott nászéjszaka, a Pancserock, a Szerelmes doktorok, a Talpig zűrben, a Csúcsfejek, Az őrület hullámhosszán vagy a főszereplésével készült Egyedül nem megy.
1989 és 1998 között Cosmo Kramer-t alakította a Seinfeld szituációs komédiasorozatban, mely alakításáért három Emmy-díjat nyert. Kramer-ként vendégszereplő volt a Megőrülök érted-ben is. A Seinfeld után saját szitkomjában, a The Michael Richards Show-ban volt látható, a sorozat azonban nem ért meg egy teljes évadot.
1998-ban visszatért a stand-up comedy-höz. Nagy médiavisszhangja volt 2006-ban egy esetnek, amikor nyilvánosságra került egy videófelvétel, amelyen a Laugh Factory klubban rasszista kirohanást intéz néhány késve érkező nézőhöz. Az ügy hatására 2007-ben bejelentette visszavonulását a stand-up-tól. 2009-ben egykori Seinfeld-es kollégái oldalán saját magát alakította a Félig üres hetedik évadában, melyben a Laugh Factory-beli ügyet is kifigurázták. 2013-ban visszatért a televíziós képernyőkre, és a Kirstie vígjátéksorozatban Frank szerepét játszotta.

## Fiatalkora

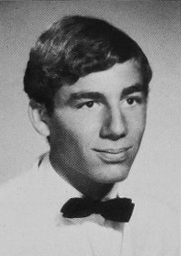
Richards végzősként a Thousand Oaks Középiskola tablóján (1967)

Richards a kaliforniai Culver City-ben katolikus szülők gyermekeként látta meg a napvilágot. Anyja, Phyllis (szül. Nardozzi) olasz származású egészségügyi irodai alkalmazott, apja, William Richards skót és angol származású villamosmérnök volt. Amikor két éves volt, apja egy autóbalesetben elhunyt, anyja nem házasodott újra.
1967-ben a Thousand Oaks Középiskolában érettségizett, 1968-ban részt vett a The Dating Game című randiműsorban, azonban nem ő lett a női résztvevő választottja a randevúra. 1970-ben besorozták katonának, orvosi képzést kapott, és Nyugat-Németországba helyezték. Leszerelése után kihasználta a „G. I. Bill” katonatörvényt – amely többek között a veteránok ingyenes felsőoktatásáról szólt –, és beiratkozott a California Institute of the Arts magánegyetemre, de tanulmányait az Evergreen Állami Főiskolán fejezte be, ahol 1975-ben BA-fokozatot szerzett drámából. Ed Begley Jr.-ral egy rövid életű improvizációs komédiás műsoruk. A Los Angeles Valley College-ben is tanult színjátszást, az iskola produkcióiban is látható volt.

## Pályafutása
Richards áttörése 1979-ben történt, amikor Billy Crystal első kábeltévés műsorában szerepelhetett. 1980-ban az ABC Fridays című televíziós műsor társulatának tagja lett, ahol Larry David íróként dolgozott. A műsor egyik híres jelenetében a vendégszereplő Andy Kaufman nem volt hajlandó folytatni a jelenetet, majd amikor Richards ledobta elé a súgókártyákat, cserébe Kaufman vízzel arcon öntötte őt. Ezt követően a szereplők és a stábtagok között kisebb verekedés alakult ki. Később Richards azt állította, hogy megrendezett jelenetről volt szó. A Kaufman életét feldolgozó Ember a Holdon című film is bemutatta az incidenst, ebben a jeleneben Norm MacDonald alakította a Richardsról mintázott karaktert.
1989-ben “Weird Al” Yankovic Az őrület hullámhosszán című filmjében egy mindenest alakított. Emellett a tévéképernyőn a Miami Vice-ban és a Cheers-ben is látható volt, Jay Leno műsorában pedig egy ügyetlen fitnesz-szakértőt játszott.
David Hoberman producer egy interjúban elmesélte, hogy az ABC a Monk – A flúgos nyomozó sorozatát egy Jacques Clouseau felügyelőhöz hasonló, obszesszív-kompulzív zavarban szenvedő nyomozóval képzelte el, és Adrian Monk szerepét Richardsnak szánták, azonban visszautasította azt.

### Seinfeld

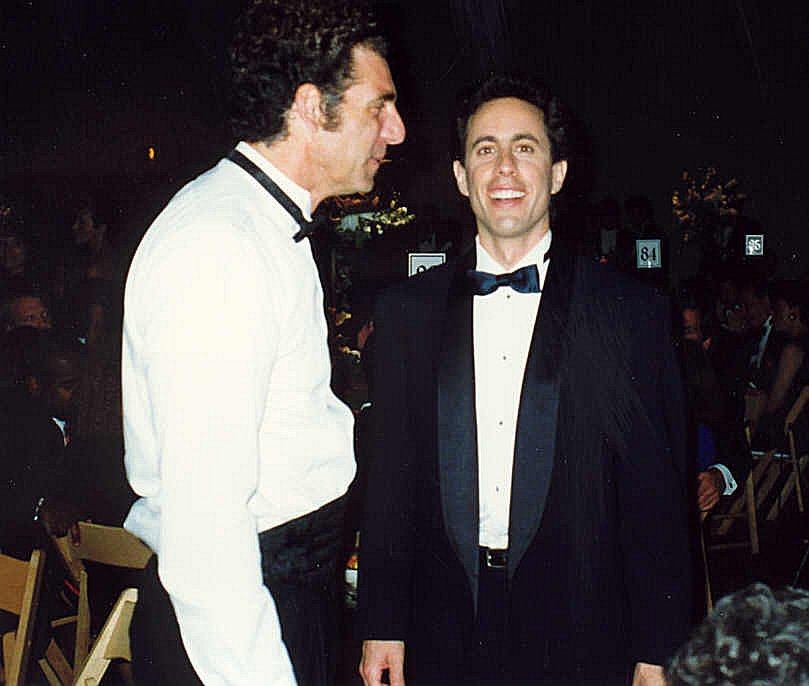
Richards és Jerry Seinfeld a 44. Primetime Emmy-díjkiosztó gálán 1992-ben

1989-ben Richards megkapta Cosmo Kramer szerepét az NBC Seinfeld című szituációs komédiájában, amelyet a Fridays-beli kollégája,Larry David és Jerry Seinfeld humorista alkotott. Bár kezdetben lassan indult be a sorozat, az 1990-es évek közepére a televíziózás történetének egyik legnépszerűbb szitkomjává vált. A sorozat záró epizódját mintegy 76.3 millióan nézték meg az Egyesült Államokban.
Sorozatbeli alakításáért Richards több Emmys-díjat is nyert, többet, mint bármely más szereplőtársa a Seinfeldben. 1993-ban, 1994-ben és 1997-ben is a legjobb vígjátékbeli férfi mellékszereplőnek választották.

### Ez nem az FBI
A Seinfeld sugárzása után egy új sorozaton dolgozott az NBC-nél. 2000-ben kezdték el vetíteni az Ez nem az FBI (angolul: The Michael Richards Show) című sorozatot, amelynek főszereplője, társírója és társproducere is lett. Eredetileg egy rejtély-komédia lett volna, végül a pilot epizód tesztközönségének véleménye miatt az NBC hagyományosabb mederbe terelte a sorozatot, amelyben Richards egy bukdácsoló magánnyomozót alakít. A gyenge nézettség és a kedvezőtlen kritikák miatt a sorozat pár hét múlva lekerült a képernyőről.

### Laugh Factory-incidens
Egy 2006. november 17-én a hollywoodi Laugh Factory klubban rasszista kirohanást intézett néhány késve érkező és bekiabáló színesbőrű nézőhöz. Az esetről készült videófelvételen többször „nigger”-ként szólítja meg őket és a Jim Crow-törvények korának lincseléseit is felemlegette.
Az eset után Richards nyilvánosan bocsánatot kért. Műholdas kapcsolással interjú készült vele a Late Show with David Letterman műsorban, amikor David Letterman stúdióbeli vendége Jerry Seinfeld volt. Richards a következőket nyilatkozta: „Mélyen, mélyen sajnálom a kiakadásom, és azt, hogy ilyen marhaságokat mondtam. Nem vagyok rasszista, és éppen ez az egészben az őrültség.” Később Al Sharpton és Jesse Jackson polgárjogi aktivistáktól is elnézést kért, utóbbinak a rádióműsorában is szerepelt.
Az esetet később a Mad TV, a Family Guy, a South Park és a Futottak még... műsorokban is parodizálták. 
A Félig üres egyik epizódjában Richards önmagát alakította és kifigurázta az incidenst. 2012-ben Jerry Seinfeld internetes műsorában (Comedians in Cars Getting Coffee) Richards bevallotta, hogy az eset még mindig kísérti, és az volt a legfőbb oka a stand-up-tól való visszavonulásának.

### Egyéb szerepek, fellépések
Richards önmagát alakította az HBO The Larry Sanders Show-jában, illetve az Elbaltázott nászéjszaka és a Pancserock filmekben. 1997-ben Jeff Daniels oldalán egy magát ügyvédnek kiadó színészt játszott az Egyedül nem megy-ben. Ezek mellett vendégszerepelt a Miami Vice, a Night Court és a Cheers sorozatokban. 2007-ben a Jerry Seinfeld főszereplésével készült Mézengúz rajzfilmben Bud Ditchwater-nek kölcsönözte hangját. 2009-ben a Seinfeld többi főszereplőjével a Félig üres hetedik évadában szerepeltek. 2014-ben a Crackle streaming szolgáltatás elnökét játszotta egy reklmában, és Jerry Seinfeld műsorát népszerűsítették, amelyben Seinfeld más humoristákat visz el autójával kávézni.
A TV Land 2013 decemberében induló Kirstie szitkomjában Kirstie Alley és Rhea Perlman oldalán játszott, és Frank-et, a főszereplő sofőrjét alakította. A műsor egy évadot ért meg.

## Magánélete
Richards 18 évig Cathleen Lyons családterapeutával élt házasságban, lányuk, Sophia 1975-ben született. Lyons-tól 1993-ban elvált, és 2010-ben újranősült. Második felesége Beth Skipp, akitől egy fia (Antonio) született.
Richards szabadkőműves, több páholynak is tagja.

## Filmográfia

### Film
| Év   | Magyar cím              | Eredeti cím                   | Szerep                            | Magyar hang       |
| ---- | ----------------------- | ----------------------------- | --------------------------------- | ----------------- |
| 1982 | Szerelmes doktorok      | Young Doctors in Love         | Malamud Callahan                  | Breyer Zoltán     |
| 1984 | Isten háza              | The House of God              | Dr. Pinkus                        |                   |
| 1985 | Transylvania 6-5000     | Transylvania 6-5000           | Fejos                             | Harmath Imre      |
| 1986 | Bocsi, világvége        | Whoops Apocalypse             | Lacrobat                          |                   |
| 1987 |                         | Choice Chance and Control     | Victor Loudon                     |                   |
| 1989 | Az őrület hullámhosszán | UHF                           | Stanley Spadowski                 |                   |
| 1990 | Talpig zűrben           | Problem Child                 | Martin Beck                       | Vass Gábor        |
| 1993 | Csúcsfejek              | Coneheads                     | hotelportás                       | Várkonyi András   |
| 1993 | Elbaltázott nászéjszaka | So I Married an Axe Murderer  | újságíró az anyakönyvi hivatalban | Végh Ferenc       |
| 1994 | Pancserock              | Airheads                      | Doug Beech                        | Wohlmuth István   |
| 1994 | Pancserock              | Airheads                      | Doug Beech                        | Koroknay Géza     |
| 1995 | Álmok hősei             | Unstrung Heroes               | Danny Lidz                        | Beregi Péter      |
| 1997 |                         | Redux Riding Hood (rövidfilm) | A farkas (hangja)                 |                   |
| 1997 | Egyedül nem megy        | Trial and Error               | Richard „Ricky” Rietti            | Csankó Zoltán     |
| 1997 | Mézengúz                | Bee Movie                     | Bud Ditchwater (hangja)           | Csizmadia Gergely |
| 2013 |                         | Walk the Light (rövidfilm)    | Lester                            |                   |
| 2019 |                         | Faith, Hope & Love            | Daddy Hogwood                     |                   |

### Televízió
| Év        | Magyar cím            | Eredeti cím                      | Szerep                  | Megjegyzés                                    |
| --------- | --------------------- | -------------------------------- | ----------------------- | --------------------------------------------- |
| 1980–1982 |                       | Fridays                          | több szerep             | 54 epizód forgatókönyvíró                     |
| 1982–1984 |                       | Faerie Tale Theatre              | King Geoffeey / Vince   | 2 epizód                                      |
| 1983      |                       | Herndon                          | Dr. Herndon P. Stool    | tévéfilm                                      |
| 1984      |                       | At Your Service                  | Rick a kertész          | tévéfilm                                      |
| 1984      |                       | Night Court                      | Eugene Sleighbough      | 1 epizód                                      |
| 1984      | Karrier minden áron   | The Ratings Game                 | Sal                     | tévéfilm                                      |
| 1984–1985 | Egy kórház magánélete | St. Elsewhere                    | Bill Wolf               | 5 epizód                                      |
| 1985      |                       | Tall Tales & Legends             | Sneaky Pete             | 1 epizód                                      |
| 1985      | Cheers                | Cheers                           | Eddie Gordon            | 1 epizód                                      |
| 1985      |                       | Scarecrow and Mrs. King          | Petronus                | 1 epizód                                      |
| 1985      |                       | Slickers                         | Mike Blade              | tévéfilm                                      |
| 1985      |                       | It's a Living                    | Hager                   | 1 epizód                                      |
| 1985      | Zsarublues            | Hill Street Blues                | Durpe különleges ügynök | 1 epizód                                      |
| 1986      | Miami Vice            | Miami Vice                       | Pagone                  | - 1 epizód - magyar hangja: - Megyeri János   |
| 1986      |                       | A Year in the Life               | Ronnie                  | 3 epizód                                      |
| 1986      |                       | Fresno                           | csatlós                 | 5 epizód                                      |
| 1986      | Az utolsó lovag       | Sidekicks                        | Arnie Plimpton          | 1 epizód                                      |
| 1987      |                       | Jonathan Winters: On the Ledge   | 'több szerep            | különkiadás                                   |
| 1987–1988 |                       | Marblehead Manor                 | Rick                    | 11 epizód                                     |
| 1989      |                       | Camp MTV                         | Stanley Spadowski       | tévéfilm                                      |
| 1989–1998 | Seinfeld              | Seinfeld                         | Cosmo Kramer            | - 178 epizód - magyar hangja: - Koroknay Géza |
| 1992      | A dinoszauruszok      | Dinosaurs                        | Rendező (hangja)        | 1 epizód                                      |
| 1992      | Megőrülök érted       | Mad About You                    | Cosmo Kramer            | 1 epizód                                      |
| 1992      |                       | The Larry Sanders Show           | önmaga                  | 1 epizód                                      |
| 1992      |                       | London Suite                     | Mark Ferris             | tévéfilm                                      |
| 2000      | David Copperfield     | David Copperfield                | Mr. Wilkins Micawber    | - tévéfilm - magyar hangja: - Rosta Sándor    |
| 2000      | Ez nem az FBI         | The Michael Richards Show        | Vic Nardozza            | 7 epizód társalkotó és producer               |
| 2009      | Félig üres            | Curb Your Enthusiasm             | Michael Richards        | 3 epizód                                      |
| 2014      |                       | Comedians in Cars Getting Coffee | Michael Richards        | 3 epizód                                      |
| 2013–2014 |                       | Kirstie                          | Frank                   | 12 epizód                                     |

## Díjak és jelölések
Pályafutása során számos jelölést és díjat kapott, elsősorban a Seinfeldben nyújtott teljesítményéért.

### Primetime Emmy-díj
| Év   | Kategória                                      | Jelölt mű | Eredmény |
| ---- | ---------------------------------------------- | --------- | -------- |
| 1993 | Legjobb férfi mellékszereplő (vígjátéksorozat) | Seinfeld  | Elnyerte |
| 1994 | Legjobb férfi mellékszereplő (vígjátéksorozat) | Seinfeld  | Elnyerte |
| 1995 | Legjobb férfi mellékszereplő (vígjátéksorozat) | Seinfeld  | Jelölve  |
| 1996 | Legjobb férfi mellékszereplő (vígjátéksorozat) | Seinfeld  | Jelölve  |
| 1997 | Legjobb férfi mellékszereplő (vígjátéksorozat) | Seinfeld  | Elnyerte |

### American Comedy Awards
| Év   | Kategória                                               | Jelölt mű   | Eredmény |
| ---- | ------------------------------------------------------- | ----------- | -------- |
| 1996 | Legviccesebb férfi mellékszereplő televíziós sorozatban | Seinfeld    | Jelölve  |
| 1999 | Legviccesebb férfi mellékszereplő televíziós sorozatban | Seinfeld    | Jelölve  |
| 1999 | Legviccesebb férfi mellékszereplő filmben               | Álmok hősei | Jelölve  |

### American Television Awards
| Év   | Kategória                                          | Jelölt mű | Eredmény |
| ---- | -------------------------------------------------- | --------- | -------- |
| 1993 | Legjobb férfi mellékszereplő szituációs komédiában | Seinfeld  | Jelölve  |

### Los Angeles Cinema Festival of Hollywood
| Év   | Kategória                                | Jelölt mű      | Eredmény |
| ---- | ---------------------------------------- | -------------- | -------- |
| 2013 | Legjobb férfi mellékszereplő – rövidfilm | Walk the Light | Elnyerte |

### Online Film & Television Association-díj
| Év   | Kategória                                       | Jelölt mű | Eredmény |
| ---- | ----------------------------------------------- | --------- | -------- |
| 1996 | Legjobb férfi mellékszereplő sorozatban         | Seinfeld  | Jelölve  |
| 1997 | Legjobb férfi mellékszereplő vígjátéksorozatban | Seinfeld  | Jelölve  |
| 1997 | Legjobb férfi mellékszereplő sorozatban         | Seinfeld  | Jelölve  |
| 1998 | Legjobb férfi mellékszereplő vígjátéksorozatban | Seinfeld  | Jelölve  |

### Satellite-díj
| Év   | Kategória                                               | Jelölt mű | Eredmény |
| ---- | ------------------------------------------------------- | --------- | -------- |
| 1997 | Legjobb színész sorozatban, vígjátékban vagy musicalben | Seinfeld  | Jelölve  |

### Screen Actors Guild-díj
| Év   | Kategória                               | Jelölt mű | Eredmény |
| ---- | --------------------------------------- | --------- | -------- |
| 1995 | Legjobb szereplőgárda (vígjátéksorozat) | Seinfeld  | Elnyerte |
| 1996 | Legjobb szereplőgárda (vígjátéksorozat) | Seinfeld  | Jelölve  |
| 1996 | Legjobb színész (vígjátéksorozat)       | Seinfeld  | Jelölve  |
| 1997 | Legjobb szereplőgárda (vígjátéksorozat) | Seinfeld  | Elnyerte |
| 1997 | Legjobb színész (vígjátéksorozat)       | Seinfeld  | Jelölve  |
| 1998 | Legjobb szereplőgárda (vígjátéksorozat) | Seinfeld  | Elnyerte |
| 1998 | Legjobb színész (vígjátéksorozat)       | Seinfeld  | Jelölve  |

### Television Critics Association-díj
| Év   | Kategória                      | Jelölt mű | Eredmény |
| ---- | ------------------------------ | --------- | -------- |
| 1998 | Egyéni teljesítmény komédiában | Seinfeld  | Jelölve  |

### TV Land-díj
| Év   | Kategória                 | Jelölt mű | Eredmény |
| ---- | ------------------------- | --------- | -------- |
| 2005 | Kedvenc kiváncsi szomszéd | Seinfeld  | Jelölve  |

### Viewers for Quality Television-díj
| Év   | Kategória                                                | Jelölt mű | Eredmény |
| ---- | -------------------------------------------------------- | --------- | -------- |
| 1993 | Legjobb férfi mellékszereplő minőségi vígjátéksorozatban | Seinfeld  | Jelölve  |
| 1994 | Legjobb férfi mellékszereplő minőségi vígjátéksorozatban | Seinfeld  | Jelölve  |
| 1995 | Legjobb férfi mellékszereplő minőségi vígjátéksorozatban | Seinfeld  | Jelölve  |
| 1997 | Legjobb férfi mellékszereplő minőségi vígjátéksorozatban | Seinfeld  | Jelölve  |